# Minuscule 13
- Papyrus
- Onciale
- Minuscules
- Lectionnaire

Le Codex, portant le numéro de référence 1 (Gregory-Aland), ε 368 (von Soden), est un manuscrit de vélin du Nouveau Testament en écriture grecque minuscule.

## Description
Le codex se compose de 170 folios. Les dimensions du manuscrit sont de 23,9 x 18,2 cm. Il est écrit sur deux colonnes de 28-30 lignes. C'est un manuscrit contenant le texte des quatre Évangiles. 
Il contient les κεφαλαια (chapitres), τιτλοι (titres), les Sections d'Ammonian, et les canons de concordances. Il a esprits et accents.
Les paléographes datent ce manuscrit du XIIIe siècle.
Le manuscrit a été examiné par Johann Jakob Wettstein, Johann Jakob Griesbach, Andreas Birch, et Paulin Martin.
Il est conservé à la Bibliothèque nationale de France (Gr. 50), Paris,.

## Texte
Le texte du codex est de type césaréen. Kurt Aland le classe en Catégorie III.
La Pericope Adulterae (Jean 7,53-8,11) inclut après Jean 7,36.